# Battling Bates
Battling Bates è un film muto del 1923 diretto da Webster Cullison. Prodotto dalla Ashton Dearholt Productions, aveva come interpreti Edmund Cobb, Florence Gilbert, Ashton Dearholt, anche produttore del film di genere western.

## Trama
Un agente dei servizi segreti, sulle tracce di una banda di fuorilegge, si infiltra tra gli allevatori di bestiame, salvando un giovane ranchero da un'imboscata. Il giovane, tale Fred Porter, stava infatti per cadere vittima della vendetta di una pericolosa femme fatale, Zora Rosario, che lui aveva respinto perché innamorato di un'altra ragazza, la dolce Betty Bolton. Zora, furiosa, gli aveva scatenato contro la sua banda che, per ritorsione, cattura poi Betty. Ma l'agente del governo interviene ancora una volta, liberando Betty e scoprendo che gli uomini a cui dava la caccia sono proprio i banditi di Zora.

## Produzione
Il film fu prodotto dalla Ashton Dearholt Productions.

## Distribuzione
Distribuito dalla Arrow Film Corporation e presentato da Ashton Dearholt, il film uscì nelle sale cinematografiche statunitensi il 15 dicembre 1923.
Copia incompleta della pellicola (un positivo in nitrato 35 mm) si trova conservata negli archivi dell'UCLA Film And Television Archive di Los Angeles.